# Hetvehely
Hetvehely – wieś i gmina w południowej części Węgier. 
Administracyjnie Hetvehely należy do powiatu Szentlőrinc, wchodzącego w skład komitatu Baranya, i jest jedną z 20 gmin tego powiatu.

## Współpraca
Miejscowość partnerska:
- Rafz, Szwajcaria